# امستردامزچولد
امستردامزچولد (به هلندی: Amsterdamscheveld) یک منطقهٔ مسکونی در هلند است که در امن (درنته) واقع شده‌است.

## خصوصیات
امستردامزچولد ۱۳۰ نفر جمعیت دارد.